# روب بارتليت (لاعب كريكت)
روب بارتليت (بالإنجليزية: Rob Bartlett)‏ (2 يناير 1972 بملبورن في أستراليا - ) هو لاعب كريكت أسترالي. لعب مع فريق فكتوريا للكريكت.

## وصلات خارجية
- روب بارتليت (لاعب كريكت) على موقع إي آس بي آن كريك إنفو (الإنجليزية)